# Polymyces wellsi
Espèce
Statut CITES
Polymyces wellsi est une espèce de coraux appartenant à la famille des Flabellidae.